# (690420) 2014 FC72
2014 FC72 là một thiên thể đĩa phân tán và TNO nằm ở rìa ngoài Hệ Mặt Trời. Với củng điểm của nó xa từ Hải Vương Tinh nó thuộc về một nhóm nhỏ và khó hiểu vật thể xa với độ lệch tâm vừa phải. Ứng cử viên hành tinh lùn có đường kính khoảng 500 km.
1. 1 2 3
2. 1 2 3
3. 1 2 3
4. ↑  JPL Horizons Observer Location: @sun (Perihelion occurs when deldot changes from negative to positive. Uncertainty in time of perihelion is 3-sigma.)
5. 1 2